# Шиєн
Шиє́н (каз. Шиен) — село у складі Жамбильського району Алматинської області Казахстану. Адміністративний центр Шиєнського сільського округу.
Населення — 2120 осіб (2021; 1869 у 2009, 2425 у 1999, 2472 у 1989).